# Flughafen Jerez

i7
i11
i13
Der Flughafen Jerez de la Frontera (spanisch Aeropuerto de Jerez; IATA-Code: XRY, ICAO-Code: LEJR) ist der internationale Verkehrsflughafen der spanischen Großstadt Jerez de la Frontera im Südwesten der iberischen Halbinsel. 

## Lage und Verkehrsanbindung
Der Flughafen liegt in der Region Andalusien und der Provinz Cádiz, etwa zehn Kilometer nordöstlich des Stadtzentrums von Jerez de la Frontera. Die Entfernung nach Sevilla beträgt etwa 71 Kilometer; nach Cádiz 32 Kilometer.
Der Flughafen ist über die Nationalstraße N-IV sowie die Autobahnen AP-4 und A-4 zu erreichen. Die Autobuslinien M-050, M-051, M-052, M-053, M-561, M-964, M-970 und M-971 verbinden den Flughafen mit Jerez de la Frontera und Cádiz. Seit September 2011 verfügt der Flughafen über einen Bahnhof und wird täglich von acht Zugpaaren des Regionalverkehrs Sevilla-Cádiz (Linie MD 65) sowie – in großen Zeitabständen – der S-Bahn Cádiz (Linie C-1) bedient.

## Geschichte
Der Flughafen entstand 1937 während des Spanischen Bürgerkrieges. Ein Teil der in Spanisch-Marokko stationierten Truppen Francos wurde 1936 über ein hierzu provisorisch angelegtes Flugfeld südlich der Stadt durch die zum damaligen Zeitpunkt noch nicht so bezeichnete Legion Condor nach Spanien eingeflogen. Zu Testzwecken waren auf diesem Platz im Herbst 1936 auch eine geringe Zahl neuer deutscher Flugzeugmuster stationiert. Im weiteren Verlauf des Krieges diente das zunächst als Aeródromo Haya bezeichnete Flugfeld als Trainingsplatz und erst ab 1946 kam es zu einer zivilen Mitbenutzung. 
Die Luftstreitkräfte unterhielten hier in den 1950er Jahren eine Flugschule für die Ausbildung mehrmotoriger Luftfahrzeuge, in diesen Jahren wurde der Flughafen auch ausgebaut.
Er wird seit 1968 auch international angeflogen.
Die Militärbasis La Parra war ab 1962 Heimat des Grupo 22, ausgerüstet mit der 601. Marinestaffel (601 Escuadrón de Cooperación Aeronaval), die Gruppe wurde 1972 in Geschwader 22 (Ala 22) umbenannt. Sie war bis 1978 mit HU-16-Flugbooten (span. Bezeichnung AD.1) ausgerüstet. Hinzu kamen ab Juli 1973 zunächst drei und 1978 vier weitere, letztere waren von der US Navy angemietet, P-3A Seefernaufklärer. Zehn Jahre später übernahm die Gruppe zusätzlich fünf gebrauchte P-3B von Norwegen als Ersatz für die vier geleasten US-Navy Exemplare. Die Gruppe verlegte 1992 ins nahegelegene Morón. Die Nutzung des Aeropuerto de La Parra als Militärflugplatz endete 1993 und der Flughafen erhielt seinen heutigen Namen.

## Fluggesellschaften und Ziele
Innerspanisch fliegen Air Nostrum, Binter Canarias, Canary Fly, Iberia Líneas Aéreas de España, Volotea und Vueling Airlines, es werden in erster Linie größere Städte bedient. International werden vor allem Ziele in Deutschland sowie dem Vereinigten Königreich angeflogen.

## Bedeutung
In 15 Jahren hat sich die Zahl der Passagiere von 300.000 im Jahr 1993 über 800.000 im Jahr 2000 auf 1,3 Millionen im Jahr 2008 mehr als vervierfacht. Allerdings wurde der bisherige Höchststand von 1,6 Millionen bereits im Vorjahr erreicht, anschließend sank die Zahl der Passagiere bis zum Jahr 2014 wieder auf rund 760.000. Seitdem stieg die Zahl der Passagiere wieder, im Jahr 2024 wurden 948.936 abgefertigt. Auf der Rangliste der Flughäfen Andalusiens lag er damit nach Málaga, Sevilla und Granada-Jaén an vierter Stelle vor Almería und Córdoba.
Die relativ hohe Zahl von Flugbewegungen in Relation zu den Passagieren ist in den zahlreichen ansässigen Flugschulen begründet.

## Flughafenanlagen

### Start- und Landebahn
Der Flughafen Jerez de la Frontera verfügt über eine Start- und Landebahn. Sie trägt die Kennung 02/20, ist 2.300 Meter lang, 45 Meter breit und hat einen Belag aus Asphalt.

### Passagierterminal
Das Passagierterminal des Flughafens hat eine Kapazität von 2,7 Millionen Passagieren pro Jahr. Es ist mit sieben Flugsteigen ausgestattet.

## Verkehrszahlen
| Jahr  | Fluggastaufkommen | Luftfracht (Tonnen) | Flugbewegungen |
| ----- | ----------------- | ------------------- | -------------- |
| 2024* | 948.936           | 0,009               | 52.527         |
| 2023  | 904.823           | 0,196               | 48.999         |
| 2022  | 916.464           | 3,436               | 41.883         |
| 2021  | 438.766           | 0,455               | 41.260         |
| 2020  | 216.319           | 0,103               | 37.025         |
| 2019  | 1.121.164         | 0,333               | 54.504         |
| 2018  | 1.134.341         | 0,279               | 51.195         |
| 2017  | 1.046.549         | 0,578               | 48.627         |
| 2016  | 916.906           | 0,283               | 49.266         |
| 2015  | 823.160           | 6,966               | 43.566         |
| 2014  | 758.309           | 7,510               | 38.358         |
| 2013  | 811.457           | 4,378               | 42.257         |
| 2012  | 913.394           | 33,118              | 38.701         |
| 2011  | 1.032.493         | 54,437              | 41.713         |
| 2010  | 1.043.163         | 127,668             | 33.395         |
| 2009  | 1.079.616         | 121,211             | 43.326         |
| 2008  | 1.303.817         | 90,428              | 50.551         |
| 2007  | 1.607.968         | 89,927              | 50.374         |
| 2006  | 1.381.666         | 107,431             | 46.535         |
| 2005  | 1.297.134         | 239,525             | 38.235         |
| 2004  | 1.117.447         | 98,300              | 26.599         |
| 2003  | 846.452           | 146,665             | 24.946         |
| 2002  | 770.614           | 332,351             | 32.687         |
| 2001  | 802.067           | 212,182             | 26.988         |
| 2000  | 705.710           | 396,136             | 24.976         |

* 2024: Vorläufige Daten